# 料亭

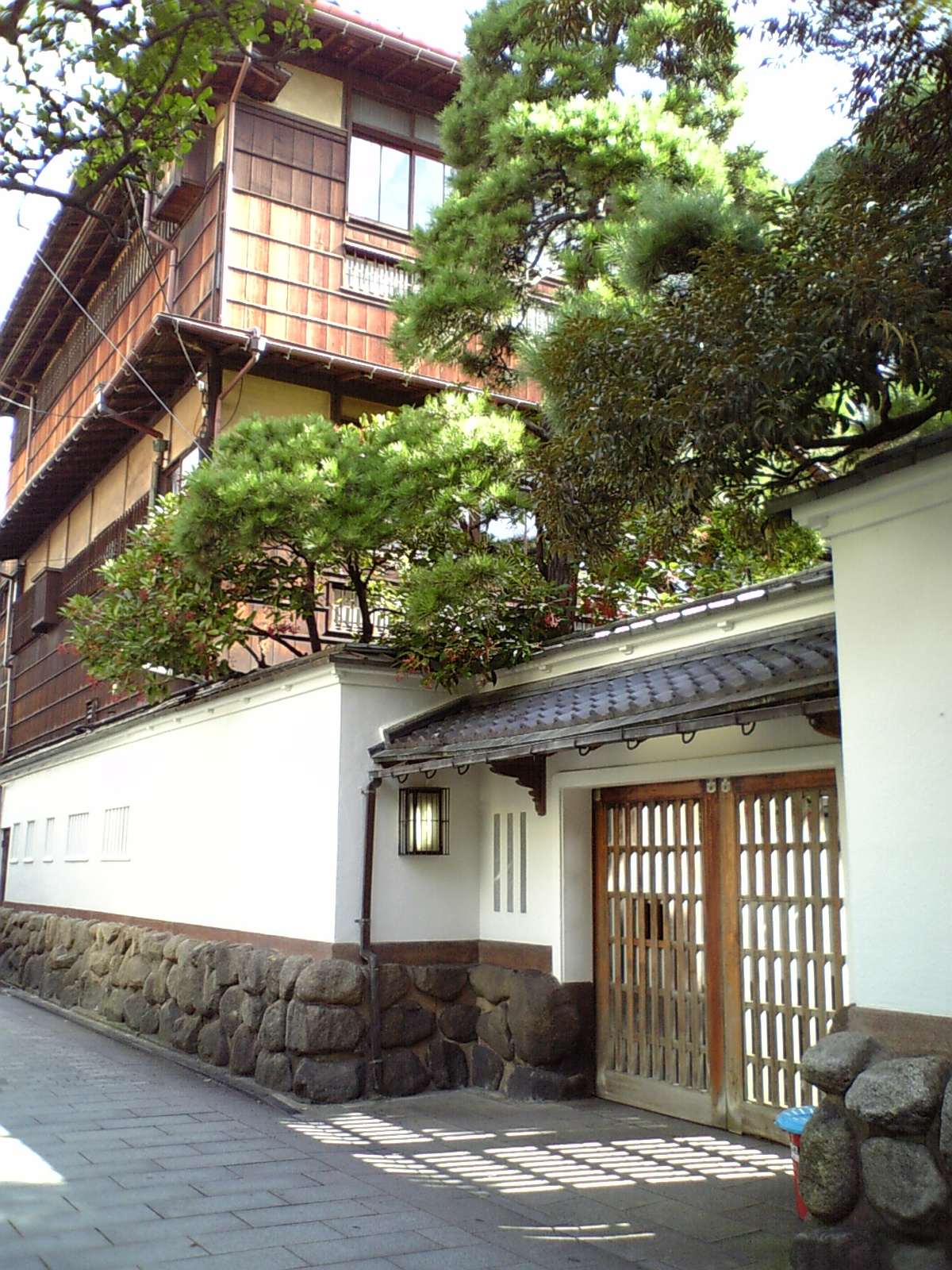
料亭鍋茶屋

料亭（りょうてい）とは、主に日本料理を出す高級飲食店である。
今日では一般に、専任の板前を抱え、座敷があり芸妓を上げるような料理屋のことを指すことが多いが、芸妓衆のもてなしを主として、酒以外の料理は主に仕出しでまかなう貸席型の業態、いわゆる「待合」を料亭と呼称する場合もある。企業の接待、宴会や商談、要人や政治家の密談、タレント、芸能人の打ち合わせ等に使われることが多い。
値段も店により異なり、店によっては芸妓による単価が大幅に異なる無形のサービスが提供されることに伴い、利用料が確実に回収される必要があるので、支払いを保証可能な紹介がないと利用できないところもある。拘りのある料亭は日本文化の集大成の場でもあり、料理・器・数寄屋造り・日本庭園・美術品・調度品・芸妓・邦楽などの正統派のものを堪能できる。

## 定義

### 日本法律での定義
法令上の用語（『建築基準法』など）では、「料理店（りょうりてん）」の分類に所属されており、「料亭」の明確な基準は無い。この言葉の高級感や響きの良さから、通常の日本料理店も自らのことを「料亭」と名乗っている例が多い。営業に際しては『食品衛生法』の規制を受ける。
また、芸妓を呼ぶなど接待を伴う業態の場合は、食品衛生法の他に風俗営業等の規制及び業務の適正化等に関する法律の規制を受ける。いわゆる「1号営業」である。午前0時から6時までの間の営業はできず、18歳未満の者の入店が禁止されるなどの制限がある。立地面でも厳しい条件があり、建築基準法により商業地域・準工業地域以外の用途地域には建設できないうえ、都道府県の条例により建設できない地域が設けられている。このような制約を避けるため、風俗営業に抵触しないよう営業している店舗もある。

### 日常生活での定義
決まりや法律での制限が無いが、原則として予約制しか利用できない。料理は色華やかな和食を中心にし、個室で供される事が多い。食事をしながら、酒類を飲み、歓談したり芸妓の芸を楽しんだりする。代金は当日、現金で払う場合もあるが、後日、銀行振込等によって後払いすることが多い。
ここで説明するのは、あくまでもいわゆる料理屋（割烹料亭）を指す。
判断する条件は、主に、
- 「芸妓衆を呼ぶことができる」
- 「近隣の待合茶屋などに仕出し料理を提供する」
- 「全国料理業生活衛生同業組合連合会に所属している」
- 「全国芽生会連合会に所属している」
- 「その土地の政財界に通じている」
- 「格式・威厳がある」
- 「その地域で根を張り長年にわたり営んでいる」
- 「正統な料理、高いもてなしができる」

などがある。
しかし、以上の条件を満たしていても、上記に記してある日本庭園等は、敷地の関係で存在しない場合も多い。全国の料亭（料理屋）の数は、東京で60軒前後、京都でも数十軒にとどまる。地方ともなれば、各県内中にわずか数軒から十数軒ほどであり、全国合わせても数百軒ほどである（料理業組合、芽生会加盟店数）。

## 今までの料亭
近年まで料亭は誰もが気軽に入店し利用できるものではなかった。いわゆる「一見さんお断り」である。新規に利用する際にはすでに客として通用している者の紹介を通すか、料亭側の縁故等を経由してからではないと入店できなかった。したがって利用客は、主に各地の政治家、強大な企業の経営者や重役、名の通った財界人、タレント、芸能人などごく一部に限られ、それらの面々が各種接待や会合を行ってきた。

## 現状と詳細、その他
今までは、料亭というと未知で閉ざされた空間とされてきたが、21世紀以降では全国的に開放されて、かつて縁のなかった庶民層の利用が増えてきている（「一見さんお断り」も一部に厳然としてあるので注意が必要）。その背景には、バブル崩壊や官官接待の激減があげられる。1990年代後半までは、企業間の接待や政財界人の利用、官官接待が毎日のように行われてきたが、時代の変化や公務員・政治家の料亭利用に対する世論の批判が高まったことにより、現在ではほとんど行われなくなったために、全国の料亭は一般に利用しやすい価格にしたり、スタイルを変えたり、様々なプランやイベントを行ったりし、顧客の誘致をしている。また、近年では大規模な料亭では、結婚式・披露宴に力を注ぐ光景も全国的に見られる。
しかし、利用状況の激変、利用客の低下により、閉店してしまう料亭も多い。その原因は、料亭側・利用客側双方にあるという見方もある。まず、料亭側は、急激な時代の流れそのものに対応できなかった事と、気位（プライド）の高さからなかなか大衆化できないことが挙げられる。また利用する客側においても、急に利用しだしたために使い方がわからなかったり、料理の内容や料亭の意味・意義が理解できていないことを挙げることができる。
利用料金は、基本的には高価である。料理＋飲み物＋席料（または部屋代）＋サービス料（または奉仕料）＋税が基本で、芸妓衆を呼べばその代金が加算される。各代金は、それぞれの店や地方によって異なるが、先にも述べたように利用しやすい料金形態になってきているので、すべて込みのプランやセットになった企画も多数ある。
高価・高級というのも料亭の主なイメージである。主役の料理ひとつ取っても、選りすぐりの高級食材を多用し、座敷のつくり、しつらえ、調度品、行き届いたサービス、伝統芸能、その数々が、他の料理店や飲食店と違うところであり、高級の由来である。例を挙げれば、建物や座敷は現代のテナント業者によるものではなく伝統的な数寄屋造りや日本建築からなる。器は著名な窯や作者によるものを使用したりしている。座敷の掛け軸や絵画、調度品などは日本でも屈指の作家の本物が置いてあることも珍しくはない。このような調度品は季節や来店時の客の目的等に応じて架け替えられたりと配慮される。
料理は純日本料理だがその日に応じて野菜・魚・肉など最高のものが準備され数日前から支度がはじまり丹念に仕込まれて当日に出される。予約が必要と言うのはこのためで、座敷や料理に時間が必要であるからである。
それらの素材の高さもさることながら料理に従事する者の料理における技術の高さも必要であり、最低でも10年の修行を経てようやく仕事が内外から認められるようになり、それ相当になるにはさらに期間が必要である。
また料亭は、日本料理を堪能したり、接待や会食の場に利用したり、芸妓衆の舞の鑑賞やお座敷遊びなどの通常の用途の他に、しばしば展示会や各種の催し物の会場にも使われる。

## 具体例
- 新喜楽
- 金田中
- 吉兆

以上3社は歴史、規模、出入りする顧客の種類、全国料理屋への影響力、知名度、格式、美術品の所有状況、建物、エピソード、などから日本の主要とされる向きが組合や客等から強い。吉兆各店のうち船場吉兆のみ、不祥事が原因で廃業、現存しない。
- 美濃吉 - 京料理。江戸時代中期（享保年間）に京都・三条大橋で創業した川魚料理店が発祥。1950年（昭和25年）に南禅寺そばの粟田口に移転。戦後は関東・関西を中心に百貨店への出店を中心としたチェーン展開を進めたが、粟田口本店を改築した「竹茂楼」と東京の新宿住友ビルディング内「みのきち」の2店については料亭として営業する。

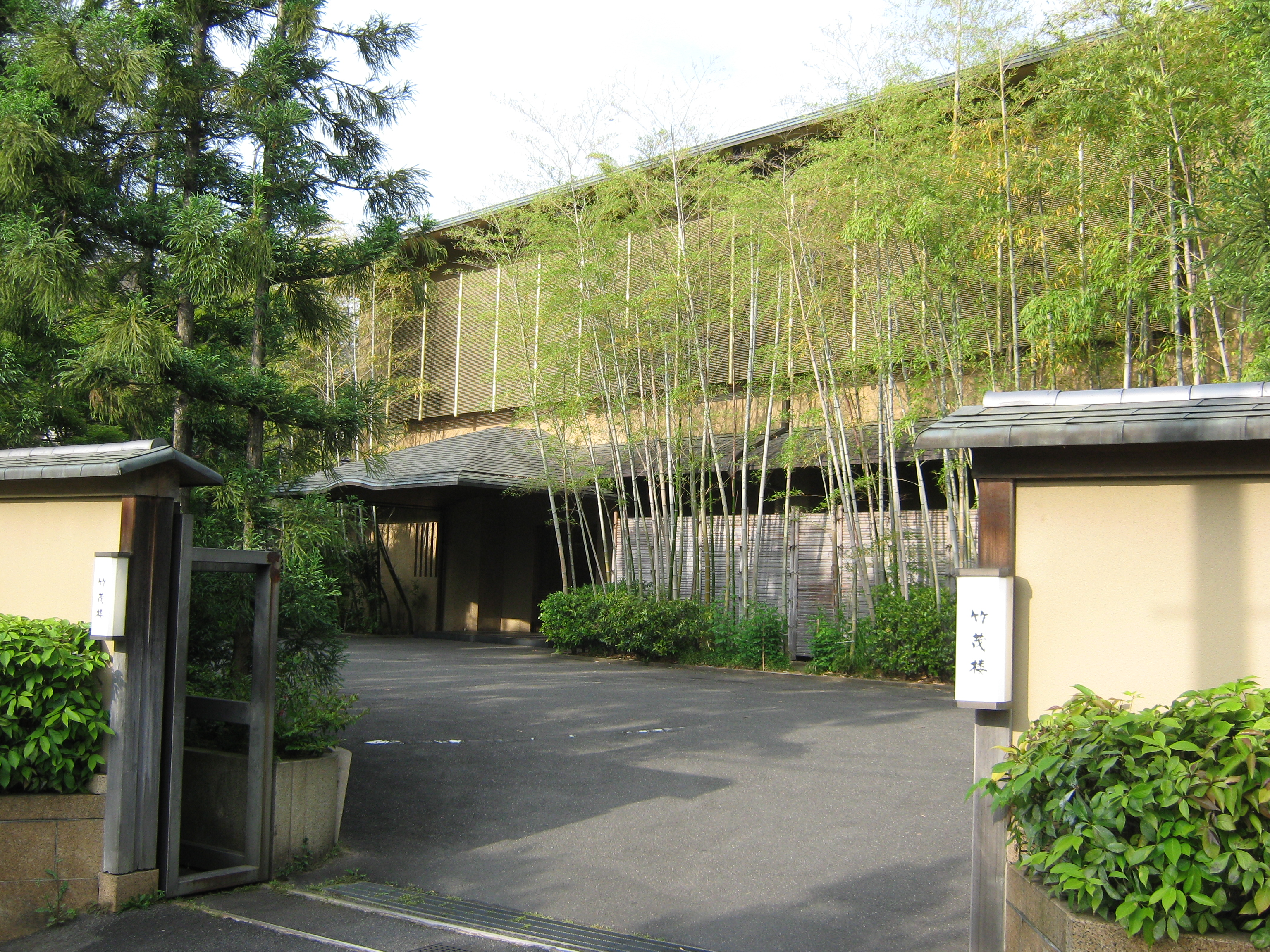
美濃吉・竹茂楼、京都市左京区

- 辻留 - 茶懐石。料理研究家として知られる故辻嘉一が二代目店主。京都本店と東京店（赤坂）があるが、京都本店はお茶席等への出張料理専門。
- 招福楼 - 茶懐石、会席料理。1868年（明治元年）に創業。大都市から離れた場所（滋賀県東近江市八日市）にありながら、茶懐石の名店として広く知られ、京都や大阪などから足を運ぶ客も多い。
- たん熊 - 京料理。京都の高瀬川沿いで1928年（昭和3年）に創業。創業者栗栖熊三郎の長女が継承した本家筋の「本家 たん熊」と、長男が継承した分家筋の「たん熊北店」グループに分かれている。栗栖 熊三郎の名跡は現「本家 たん熊」の店主が継承している。
- 浅田屋伊兵衛-1659年(萬治2年)金沢に加賀藩中荷物御用として創業。1867年(慶応3年)まで約200年江戸三度飛脚を代々拝命。同年、御用札を返上し金沢・近江町市場近くの十間町で旅籠を開業。1971年(昭和56年)東京赤坂に加賀料理・赤坂浅田を開業。浅田グループで赤坂・青山・名古屋・金沢に店舗をもつ。
- なだ万 - 1830年（天保元年）に灘屋萬助が大阪で創業した料理屋が母体。明治から大正時代には食品店なども展開した。1974年（昭和49年）に大阪・今橋から東京・紀尾井町に移転し、ホテルニューオータニ庭園内の山茶花荘（さざんかそう）を本店とした。
- 玄冶店 濱田家 - 1912年（大正元年）に日本橋人形町に料亭として開業。ミシュランガイド東京版2007年版において最高ランクである三ツ星を獲得した。
- 南地大和屋 - 芸者置屋を母体とするお茶屋として、1875年（明治8年）に開業。能舞台を持つ料亭として知られたが、宗右衛門町の本店は2003年（平成15年）に閉店。そごう心斎橋本店（現在は大丸心斎橋北館）に大和屋として残った。グループに「大和屋三玄」があるほか、暖簾分けとして「京大和（大和屋林泉）」がある。
- 福田家 - 1939年（昭和14年）東京虎ノ門にて割烹旅館として開業。北大路魯山人と縁が深く、その「美」と「味」の調和をテーマにしている。1945年（昭和20年）に現在の紀尾井町へ移築。当時は川端康成、湯川秀樹、イサム・ノグチら文化人が定宿としていた。1995年（平成7年）に料亭として改装。ミシュランガイド東京版において2007年から三年連続で二ツ星を獲得した。
- 赤坂の料亭 - 東京の料亭街として栄えた赤坂も、2017年現在営業の届けをしているのは、上述した浅田屋など4軒のみ[1]。三島由紀夫の元恋人として知られる後藤貞子の実家だった「若林」も料亭を閉めて商業ビルとなり、片山正通デザインの高級レストランが入ったあと[2]、ブライダル専門のレストランへと業態変えした。また渡辺文雄の妻が女将を務めていたことでも知られる「口悦」も2017年3月に閉店し、跡地はデジタルガレージ社長・カカクコム会長の林郁が買収した[3]。
- 星ヶ岡茶寮（現存しない） - もとは岩倉具視らの援助で東京・永田町二丁目に開業した料亭。1921年（大正11年）に北大路魯山人が開設した美食倶楽部が、1925年（大正14年）にこの星ヶ岡茶寮を借り受けて会員制の料亭として営業したが、1945年3月の東京大空襲で焼失した。戦後は魯山人の手を離れ東京急行電鉄が中華料理店として営業したが間もなく閉店し、跡地は東京ヒルトンホテル（後にキャピトル東急ホテル）となった。
- 幸楽（現存しない） - 東京・永田町二丁目に存在した。二・二六事件の際に部隊が立ち寄った料亭として知られる。1945年3月の東京大空襲の折、撃墜されたB-29の直撃を受けて大破全焼した。跡地には1960年（昭和35年) にホテルニュージャパンが開業するが、1982年（昭和57年）の火災で廃業。現在はプルデンシャルタワーが建っている。
- 小松（現存しない） - 神奈川県横須賀市に存在した旧海軍料亭。鳥羽・伏見の戦いに従軍した小松宮彰仁親王が時の女将・森悦子と酒の席で、自分の宮号を賭けて腕相撲をし、負けて使用を許したことに始まる。戦時中はトラック諸島にも支店を持ち山本五十六や東郷平八郎など海軍最高将官贔屓の店であった。戦後も海上自衛隊や在日アメリカ海軍に広く利用されたため、「海軍料亭小松」の異名を持つ。「バイン」のあだ名でも呼ばれるが、これは店名に“松”が入っている事にちなむ。2016年（平成28年）5月16日、火災により焼失、廃業。

## 備考
- 料亭・待合・置屋の三業種を合わせて「三業」と呼び、これらの設置が許された地域を「三業地」と称する。
- 花柳界では、芸妓の代金（ご祝儀）を「花代」「玉代」「線香代」と称する。
- 全国の料亭・料理店が加盟する生活衛生同業組合連合会として、全国料理業生活衛生同業組合連合会（全料連）がある。組合員は料理屋の主人や女将から構成される。地域単位で生活衛生同業組合「料理業生活衛生同業組合」が存在し、全料連が全国組織である。定期的に各地が担当になり、全国大会が行われ、全国から組合員が集結し、意見交換や親睦会など研修・勉強会が行われている。普段は、各地方ごとの組合で会議や研修等を行っている。また全料連直轄の、料亭若主人の会として全国芽生会連合会（ぜんこくめばえかいれんごうかい、芽生会）がある。全国37の地域に地区芽生会があり現在、会員数は約500。その全国組織として芽生会がある。全料連と同様、普段は各地でそれぞれ集まり、研修等を行っており、定期的に全国大会を開催し、研修や意見交換、親睦の場としている。
- 戦前においては、（2020年現在においては）中華レストランとされる業態も料亭と称される事があった（例：目黒雅叙園）。